# 東大阪市立意岐部小学校
東大阪市立意岐部小学校（ひがしおおさかしりつ おきべしょうがっこう）は、大阪府東大阪市新家にある公立小学校。

## 学力向上の取り組み
少人数授業、放課後算数教室、朝の学習タイムを学力向上のために行っている。

## 概要
クラス数は各学年2クラス+支援学級4クラス+院内学級(後記)の計17クラス。児童数は1年生44人、2年生41人、3年生45人、4年生52人、5年生48人、6年生55人(支援学級は学年に含む・院内は含まない)で計285人となっている(2019年4月2日現在)
意岐部小学校では、院内学級がある。小学校では「こまどり学級」中学校では「わかくさ学級」という。意岐部小学校から近い東大阪市立総合病院の中にある。勉強は普通の学校とかわりない学習で、パソコン授業や図工などもあり、教室までこられない人のためにベッドサイドの学習も可能。

## 沿革
- 1872年（明治5年） - 河内第二大区第二小区第五十二番小学校開校。
- 1879年（明治12年） - 堺県若江郡御厨簡易小学校と改称。
- 1889年（明治22年） - 大阪府若江郡砂開簡易小学校と改称。
- 1893年（明治26年）11月4日 - 大阪府若江郡意岐部尋常小学校と改称。
- 1922年（大正11年） - 意岐部村立尋常高等小学校と改称。
- 1937年（昭和12年） - 布施市立意岐部尋常高等小学校と改称。
- 1941年（昭和16年） - 布施市立意岐部国民学校と改称。
- 1947年（昭和22年） - 布施市立意岐部小学校と改称。
- 1967年（昭和42年） - 東大阪市が誕生し、東大阪市立意岐部小学校に改称。

## 通学区域
- 新家1丁目、新家2丁目、新家3丁目、新家中町、新家西町1〜7番、新家東町、御厨5丁目1〜2番、3番1〜5号、13〜43号、御厨6丁目、御厨中2丁目、御厨東1丁目、御厨東2丁目、御厨南2丁目、御厨南3丁目、西岩田3丁目1〜4番、6番[4]

## 進路状況
ほとんどの児童は東大阪市立意岐部中学校へ進学するが、国私立中学校へ進学する児童もいる。